# مرد امروز

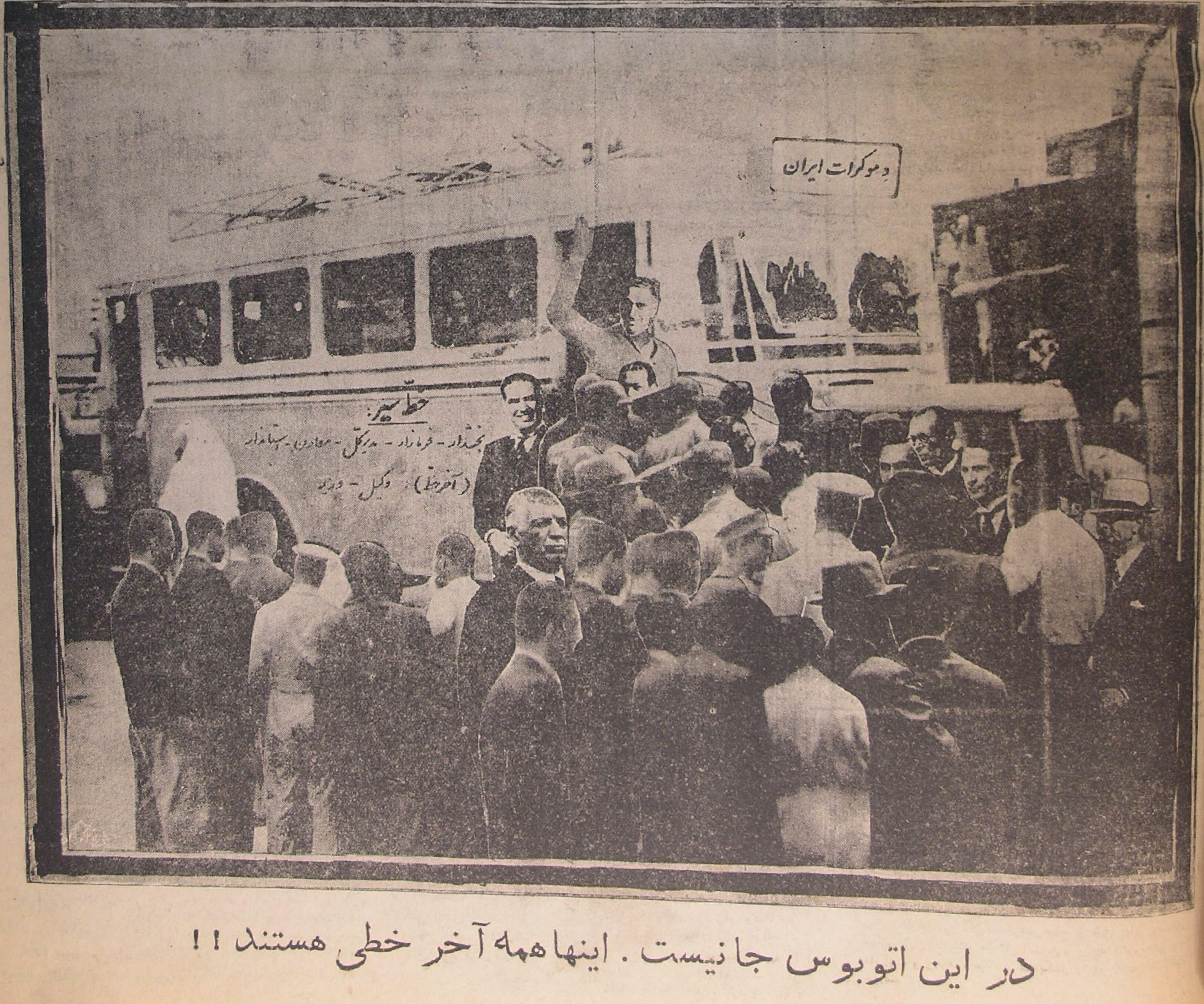
بریده‌ای از روزنامهٔ مرد امروز، سال چهارم، شماره ۱۲۵، ۵ مرداد ۱۳۲۵

روزنامه مرد امروز روزنامه مستقلی بود که در دهه ۱۳۲۰ هجری خورشیدی توسط روزنامه نگار مستقل محمد مسعود منتشر می‌شد.
این روزنامه پیوسته مقاله‌های انتقادی درباره سیاستهای کشورهای بیگانه در ایران و دخالتهای ایشان در امور ایران چاپ می‌کرد. از جمله هنگامی که حزب توده از اعطای امتیاز نفت شمال به شوروی پشتیبانی می‌ورزید، با مقاله‌های تند و آتشین مرد امروز رویارو گشت. در مرد امروز همچنین نسبت به بسیاری از سیاستمداران و درباریان هم نقدهای نگاشته می‌شد.